# Tachychlora baeogonia
Tachychlora baeogonia là một loài bướm đêm trong họ Geometridae.